# Stiphropus
Genre
Synonymes
- Casturopoda O. Pickard-Cambridge, 1883
- Cyrsillus O. Pickard-Cambridge, 1883
- Apsectromerus Simon, 1885

Stiphropus est un genre d'araignées aranéomorphes de la famille des Thomisidae.

## Distribution
Les espèces de ce genre se rencontrent en Afrique subsaharienne et en Asie.

## Liste des espèces
Selon World Spider Catalog (version 24.5, 09/08/2023) :
- Stiphropus affinis Lessert, 1923
- Stiphropus bisigillatus Lawrence, 1952
- Stiphropus dentifrons Simon, 1895
- Stiphropus drassiformis (O. Pickard-Cambridge, 1883)
- Stiphropus duriusculus (Simon, 1885)
- Stiphropus falciformus Yang, Zhu & Song, 2006
- Stiphropus gruberi Ono, 1980
- Stiphropus intermedius Millot, 1942
- Stiphropus lippulus Simon, 1907
- Stiphropus lugubris Gerstaecker, 1873
- Stiphropus melas Jézéquel, 1966
- Stiphropus minutus Lessert, 1943
- Stiphropus monardi Lessert, 1943
- Stiphropus myrmecophilus Huang & Lin, 2020
- Stiphropus niger Simon, 1886
- Stiphropus ocellatus Thorell, 1887
- Stiphropus qianlei Lin & Li, 2023
- Stiphropus sangayus Barrion & Litsinger, 1995
- Stiphropus scutatus Lawrence, 1927
- Stiphropus sigillatus (O. Pickard-Cambridge, 1883)
- Stiphropus soureni Sen, 1964
- Stiphropus strandi Spassky, 1938

## Systématique et taxinomie
Ce genre a été décrit par Gerstäcker en 1873.
Casturopoda, Cyrsillus et Apsectromerus ont été placés en synonymie par Simon en 1895.

## Publication originale
- Gerstäcker, 1873 : « Arachnoidea. » Reisen in Ostafrica, Leipzig, vol. 3, no 2, p. 461-503 (texte intégral).